# Содзёбо
Содзёбо (яп. 僧正坊, букв. монашествующий праведник) — мифический король тэнгу, мелких божеств, населяющих горы и леса Японии. Содзёбо изображается в виде горного отшельника в красном платье с длинными белыми волосами и неестественно длинным носом, верного последователя учения сюгэндо. Он носит с собой веер из семи перьев, как символ высшего положения в иерархии тэнгу. Он очень силён — в одной из легенд говорится, что он имеет силу 1000 обычных тэнгу. Содзёбо живёт на горе Курама (к северу от Киото). По идее Хаяси Радзана Содзёбо являлся главой тэнгу, живущих на горе Курама, которые представляют одних из трёх Дайтэнгу (великих тэнгу).
Содзёбо наиболее известен тем, что обучил Минамото-но Ёсицунэ (тогда известного под своим детским именем Усивака-мару или Сянао (яп. 遮那王) искусству фехтования, тактике и магии в XII веке.
Имя «Содзёбо» происходит от Содзёгатани, названия долины у подножия горы Курама, неподалёку от храма Кибунэ (яп. 貴船神社 Кибунэ-дзиндзя), расположенного в районе Сакё, связанного с сюгэндзя (修験者), последователями школы Сюгэндо. Именно в этой долине, по легенде, Усикава тренировался с Содзёбо. Эта связь в названиях лежит в основе многих японских гравюр, в том числе одной из работ Ёситоси.
Культ Содзёбо был очень популярен среди охотников и лесорубов.
Кроме того, в некоторых японских деревнях родители распространяли миф о том, что Содзёбо поедает мальчиков, идущих в лес ночью, дабы отучить их от привычки ослушаться родителей.